# سان إلي
سان إلي (بالإنجليزية: Saint-Élie)‏ هي إحدى بلديات دائرة كايين بغويانا الفرنسية. تبلغ مساحتها 5680 كيلومتر مربع ويقدر عدد سكانها ب 451 نسمة. كانت سابقاً عاصمة المستعمرة الفرنسية إينيني.